# Flughafen Juschno-Sachalinsk

i7
i11
i13
Der Flughafen Juschno-Sachalinsk (russisch Международный аэропорт Южно-Сахалинск, Meschdunarodny aeroport Juschno-Sachalinsk, IATA-Code: UUS, ICAO-Code: UHSS) ist der größte Flughafen der russischen Insel Sachalin. Er liegt 11 km südlich des Stadtzentrums von Juschno-Sachalinsk. Selten wird der Flughafen wegen der gleichnamigen Siedlung in unmittelbarer Nähe auch Chomutowo (russisch Хомутово) genannt. Der Flughafen ist außerdem Sitz der Fluggesellschaft Aurora Airlines.

## Geschichte
Nach der Eroberung der Insel Sachalin durch sowjetische Truppen wurde 1945 die zivile Luftfahrt aufgenommen. Die ersten Flüge verbanden die Juschno-Sachalinsk mit Chabarowsk. Im September 1947 wurde die 198. Fliegerstaffel mit dem zivilen Flughafen vereinigt und die Vereinigte Fliegereinheit Juschno-Sachalinsk (Южно‐Сахалинский объединенный авиаотряд) gegründet, zu der auch der Flughafen in Ocha gehörte. 1955 wurde die Fliegereinheit in Alexandrowsk-Sachalinski an die Fliegereinheit in Juschno-Sachalinsk angeschlossen und die 147. Fliegereinheit wurde gegründet.
Die 147. Fliegereinheit wurde im August 1963 in ein Unternehmen umgewandelt. 1964 wurde mit dem Bau des neuen Flughafens im Bezirk Chutowo, wo der Flughafen heute liegt, begonnen. Der neue Flughafen konnte die damals aktuellen Flugzeugtypen An-10 und Il-18 bedienen. Das Betreiberunternehmen besaß zu dieser Zeit eigene Flugzeuge vom Typ An-2, An-24 und Il-14 sowie mehrere Hubschrauber. Mit der Instandsetzung der Start- und Landebahn 1985 konnten auch Flugzeuge vom Typ Tu-154 empfangen werden. Aus Juschno-Sachalinsk wurden so Verbindungen nach Moskau, Wladiwostok, Blagoweschtschensk und Komsomolsk am Amur angeboten.
Im Jahre 1990 erhielt der Flughafen den Status eines internationalen Flughafens und wurde 1993 von den anderen Kleinflughäfen auf der Insel Sachalin organisatorisch unabhängig. Zwischenzeitlich wurde der Flughafen durch ein staatliches Unternehmen (FGUP) betrieben. In dieser Zeit wurde der Flughafen umfassend modernisiert: Neue Signalanlagen und Schneeräumtechnik wurden beschafft, das Gebäude für Feuerwehr und Rettungsdienst saniert, die Start- und Landebahn erneuert und von 45 m auf 60 m verbreitert. Im Mai 2013 wurde das staatliche Unternehmen wiederum privatisiert und eine Aktiengesellschaft gegründet, deren Aktien zu 100 % die Oblast Sachalin hält.

## Ausbaupläne

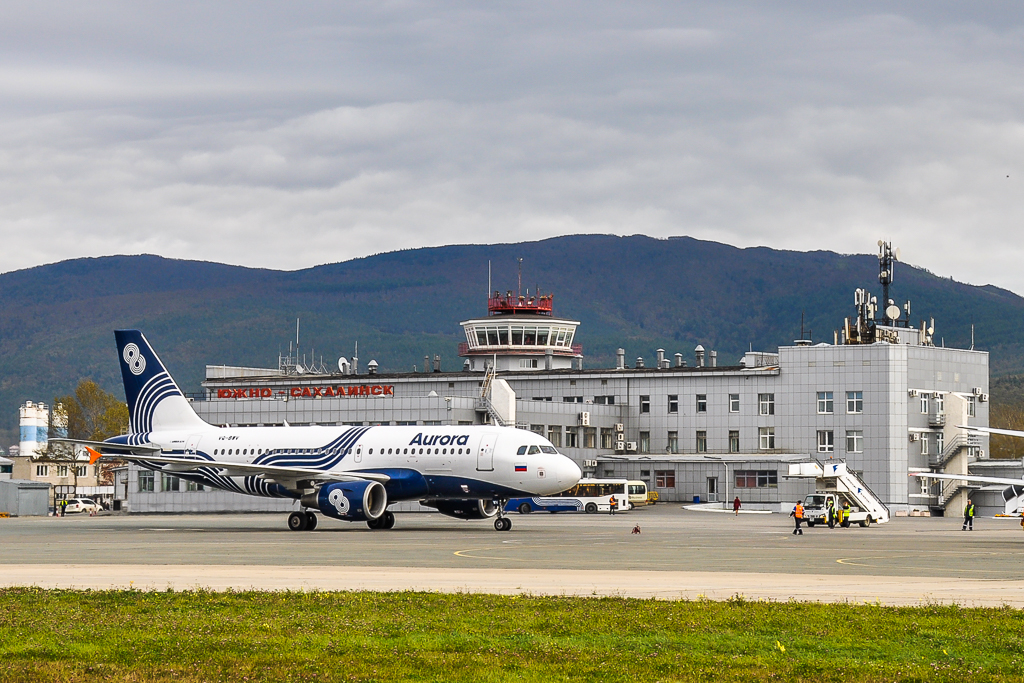
Airbus A319 der Aurora Airlines auf dem Flugfeld vor dem Terminalgebäude im Oktober 2015

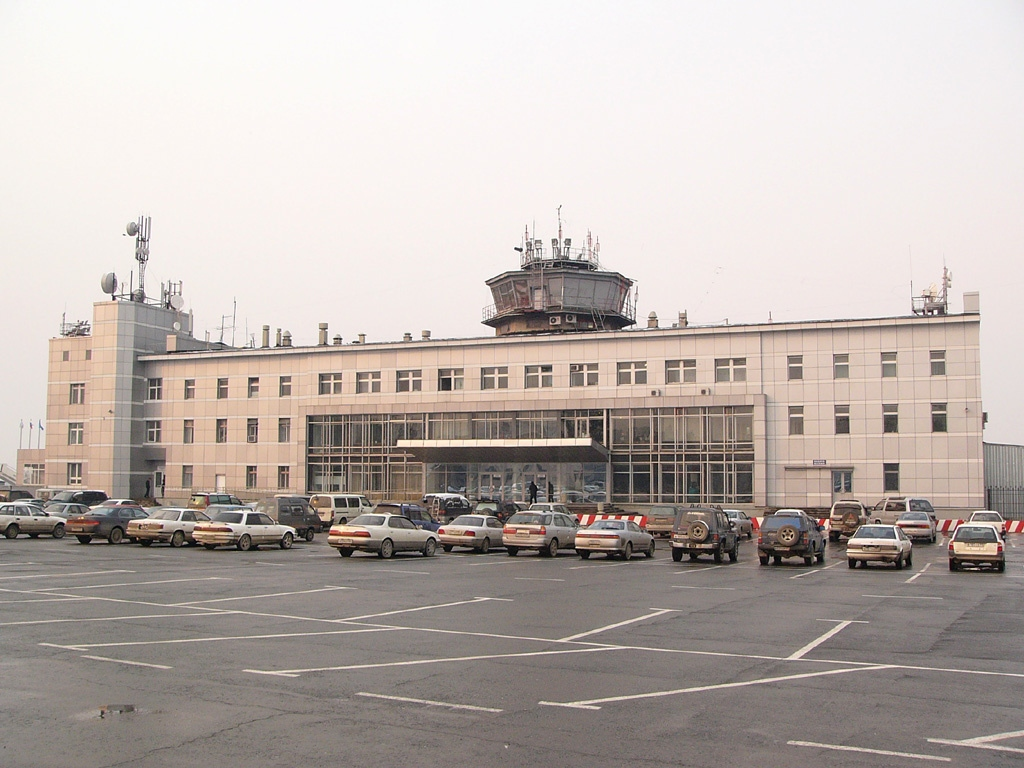
Vorderansicht des Terminalgebäudes im Oktober 2005

In den letzten Jahren wurde die Notwendigkeit, das veraltete Terminal zu ersetzen, immer deutlicher. Bis 2019 soll ein neues Passagierterminal entstehen, in dem 550 Passagiere auf nationalen und 250 Passagiere auf internationalen Flügen abfertigt werden können. Das Terminalgebäude wird drei Etagen und eine Fläche von 40.000 m² haben. Im September 2017 wurde der Auftrag für den Bau vergeben. Die Kosten sollen sich auf gut 6,7 Mrd. Rubel belaufen.

## Passagierzahlen
| Jahr       | 2009    | 2010    | 2011    | 2012    | 2013    | 2014    | 2015    | 2016    |
| ---------- | ------- | ------- | ------- | ------- | ------- | ------- | ------- | ------- |
| Passagiere | 630.314 | 745.686 | 773.243 | 834.960 | 852.547 | 853.597 | 849.211 | 942.730 |

## Zwischenfälle
- Am 2. September 1964 kollidierte um 21:11 Uhr Ortszeit eine Iljuschin Il-18V der Aeroflot auf dem Linienflug SU721 von Moskau über Krasnojarsk und Chabarowsk nach Juschno-Sachalinsk im Landeanflug mit einem knapp 800 m hohen Berg 26 km nordwestlich vom Zielflughafen. Die Piloten baten um eine direkte Landung, ohne dem standardmäßigen Anflugweg zu folgen. Sie bemerkten den Berg u. a. wegen der schlechten Wetterbedingungen nicht. Bei dem Absturz kamen alle neun Crew-Mitglieder und 78 der 84 Passagiere ums Leben.[9]
- Am 23. August 1970 setzte eine Iljuschin Il-18V der Aeroflot auf dem Linienflieg von Moskau-Domodedowo über Tscheljabinsk, Krasnojarsk und Tschita nach Juschno-Sachalinsk zuerst mit dem Bugrad auf. Dieses brach, die Maschine rutschte von der Landebahn, wobei die Tragflächen brachen. Alle Insassen überlebten die Bruchlandung. Das Flugzeug wurde irreparabel beschädigt.[10]
- Am 18. Dezember 1976 kollidierte um 16:56 Uhr Ortszeit eine Iljuschin Il-14RR der Aeroflot auf einem SAR-Flug von Petropawlowsk-Kamtschatski nach Juschno-Sachalinsk 12 km östlich des Flughafens im Landeanflug mit einem Berg. Das Flugzeug war vom standardmäßigen Anflugweg abgewichen. Das Flugzeug war erst im März 1976 zu einem Such- und Rettungsflugzeug für die Fischerei umgebaut worden. Von den fünf Crewmitgliedern kam alle ums Leben, von den fünf an Bord befindlichen Passagieren starben drei. Das Flugzeug wurde irreparabel beschädigt.[11]
- Am 2. November 2005 brach bei der Landung einer Antonow An-24RV der SAT Airlines das Bugrad und bohrte sich in den Flugzeugrumpf. Alle Insassen überlebten den Zwischenfall. Das Flugzeug wurde abgeschrieben.[12]